# Mike Dean (produtor musical)
Mike Dean, também conhecido como "The Synth God" - "o deus dos sintetizadores, em português" -, é um produtor musical de hip-hop norte-americano, compositor e multi-instrumentista de Houston, Texas.
Na sequência de colaborações em início de sua carreira musical com inúmeros artistas texanos, incluindo Selena (para quem Dean serviu como diretor e produtor musical), Dean se tornou amplamente conhecido pelo seu pioneirismo no som Dirty South (hip-hop característico da região Sul dos EUA) na década de 1990, particularmente no trabalho de artistas de Rap-A-Lot Records. Dean mais notavelmente trabalhou ao lado de Scarface (Geto Boys), Do or Die, Tha Dogg Pound, Yukmouth (do duo Luniz), C-Bo, Nate Dogg, Tech N9ne, UGK, Z-Ro, Devin the Dude, Outlawz e 2Pac.
Desde 2004, Dean tem trabalhado com The Weeknd, Beyoncé, Kanye West, Kid Cudi, Travis Scott, Jay-Z, Drake, Madonna, Selena Gomez, Playboi Carti e Lana Del Rey, entre outros artistas.